# فرنسيسكو فاسكيز غوميز
فرنسيسكو فاسكيز غوميز (بالإسبانية: Francisco Vázquez Gómez)‏ هو سياسي مكسيكي، ولد في 23 سبتمبر 1860 في المكسيك، وتوفي في 16 أغسطس 1933 بمدينة مكسيكو في المكسيك.